# Etmopterus pycnolepis
Etmopterus pycnolepis es una especie de pez de la familia Etmopteridae en el orden de los Squaliformes.

## Reproducción
Es ovovivíparo.

## Hábitat
Es un pez de mar y de aguas profundas que vive hasta 350 m de profundidad.

## Distribución geográfica
Se encuentra al sureste del Pacífico.